# Buke (Adel)
Buke (jap. 武家, dt. „Kriegerfamilie(n)“) bezeichnete den Kriegerstand bzw. Schwertadel in Abgrenzung zum Kuge, dem traditionellen japanischen Hofadel. Die Angehörigen dieses Standes waren die Bushi und später im Speziellen die Samurai.

## Entstehungsgeschichte
In der Heian-Zeit verlor der zivile Kuge durch Machtkämpfe am Hof immer mehr an Macht, sodass im Gegenzug der Kriegerstand an Bedeutung gewann.
Infolge von Unruhen musste sich der Kuge immer mehr auf die Buke verlassen und übertrug ihnen nach und nach weitere Rechte und Ämter. Es kam zu Machtkämpfen zwischen den „Polizeitruppen“ des Hofadels, in denen die Kuge immer weiter an Entscheidungsgewalt verloren, zum Beispiel die Heian-Unruhen 1160 und die Hōgen-Rebellion. Schließlich kämpften im Gempei-Krieg 1179 bis 1183 die Fujiwara gegen die Minamoto um die Vorherrschaft. Offiziell nur auf Geheiß des Kuge und des Tennōs, inoffiziell jedoch erpresste Minamoto no Yoritomo mit der Stärke seiner Truppen Zugeständnisse vom Kuge, ebenso die Fujiwara. Der Konflikt endete mit der ersten Inanspruchnahme des Titels Shōgun durch Minamoto no Yoritomo und bezeichnet damit markant den Aufstieg des Buke vom Dienerstand zum Herrscherstand im feudalen Japan.